# 10645 Brač
10645 Brač là một tiểu hành tinh vành đai chính với chu kỳ quỹ đạo là 1581.2823260 ngày (4.33 năm).
Nó được phát hiện ngày 14 tháng 3 năm 1993.